# Robert Goddard (romancier)
Pour les articles homonymes, voir Robert Goddard.
Robert Goddard, né le 13 novembre 1954 à Fareham dans le comté d'Hampshire en Angleterre, est un romancier anglais, auteur de romans policiers et de romans à énigme.

## Biographie
Goddard a été élève à la Price’s School de Fareham avant d'étudier l’histoire à l'université de Cambridge. Après s’être essayé au journalisme et à l’enseignement, il a travaillé dans l’administration scolaire puis est devenu auteur professionnel. Il vit actuellement à Truro dans les Cornouailles.

## Œuvre
Ses récits policiers font habituellement appel à des éléments historiques. Ses personnages évoluent pour la plupart entre les évènements marquants du XXe siècle et sont souvent situés dans des villes et bourgades de province en Angleterre. Contenant de nombreux rebondissements, ils mettent fréquemment en scène un personnage central qui découvre, à travers des documents tels que des journaux intimes ou par des confidences, une conspiration longtemps gardée secrète et dont la révélation va bouleverser sa vie. Trois d’entre eux (Into the Blue, Out of the Sun et Never Go Back), bien que racontant des histoires indépendantes l’une de l’autre, forment une série chronologique qui recourt au même personnage principal, Harry Barnett.
Plusieurs de ses romans ont été traduits au cours des années 1990 par les éditions Belfond. Depuis le début des années 2010, Goddard est publié par la jeune maison d'éditions Sonatine.
Quelques-unes de ses œuvres ont été nommées pour le prix Edgar Allan Poe et le prix Anthony de la meilleure parution poche.

### SérieHarry Barnett
- Into the Blue (mai 1990) Publié en français sous le titre Les Ombres du passé, traduction de Catherine Orsot-Cochard, Paris, Belfond, 1993, réédition sous le titre Heather Mallender a disparu, Paris, Sonatine, 2012, réédition, Paris, Le Livre de Poche no 32874, 2013.
- Out of the Sun (juin 1996)
- Never Go Back (avril 2006)

### SérieJames Maxted
- The Ways of the World (2013) publié en français sous le titre Sur les chemins du monde, Sonatine (2025)
- The Corners of the Globe (2014)
- The Ends of the Earth (2015)

### SérieUmiko Wada
- The Fine Art of Invisible Detection (2021) Publié en français sous le titre 18 Barfield Hill, traduction de Claude Demanueli et Jean Demanueli, Paris, Sonatine, 2024
- The Fine Art of Uncanny Prediction (2023)

### Autres romans
- Past Caring (1986) Publié en français sous le titre Les Voies du bonheur, traduction de Catherine Orsot-Cochard, Paris, Belfond, 1992, réédition sous le titre Le Secret d'Edwin Strafford, Paris, Sonatine, 2013, réédition, Paris, Le Livre de poche no 33278, 2014.
- In Pale Battalions (1988) Publié en français sous le titre Par un matin d'automne, traduction de Marie-Jo Demoulin-Astre, Paris, Belfond, 1993, réédition, Paris, Sonatine, 2010, réédition, Paris, Le Livre de Poche no 32050, 2010.
- Painting the Darkness (1989) Publié en français sous le titre L'Héritage Davenall, traduction d'Élodie Leplat, Paris, Sonatine, 2019. réédition, Paris, Le Livre de poche no 35935, 2020.
- Into the Blue (1990) Publié en français sous le titre Heather Mallender a disparu, traduction de Catherine Orsot-Cochard, Paris, Sonatine, 2012. réédition, Paris, Le Livre de poche no 32874, 2013.
- Take No Farewell (1991) Publié en français sous le titre Sans même un adieu, traduction de Claude et Jean Demanuelli, Paris, Sonatine, 2016, réédition sous le titre Au revoir
- Hand in Glove (1992) Publié en français sous le titre Le Monde des Abberley,  traduction  de Claude et Jean Demanuelli, Paris, Sonatine, 2020. réédition, Paris, Le Livre de poche no 36249, 2021.
- Closed Circle (1993) Publié en français sous le titre Le Cercle de la trahison, traduction de Marc Barbé, Paris, Belfond, 1995. réédition, Paris, Le Livre de poche no 35558, 2019.  Publié en français sous le titre La Croisière Charnwood,  Paris, Sonatine, 2018.
- Borrowed Time (1995) Publié en français sous le titre Le Temps d'un autre, traduction de Pascal Loubet, Paris, Le Livre de Poche, 2015.
- Beyond Recall (1997) Publié en français sous le titre Le Retour, traduction d'Elodie Leplat, Paris, Sonatine, 2014. réédition, Paris, Le Livre de poche no 33970, 2015.
- Caught in the Light (1998) Publié en français sous le titre L'Inconnue de Vienne, traduction de Laurent Boscq, Paris, Sonatine, 2022, réédition, Paris, Le Livre de poche no 37305, 2023.
- Set in Stone (1999)
- Sea Change (2000)
- Dying to Tell (2001)
- Days Without Number (2003)
- Play to the End (2004)
- Sight Unseen (2005) Publié en français sous le titre Les Mystères d'Avebury, traduction de Maxime Berrée, Paris, Sonatine, 2017. réédition, Paris, Le Livre de poche no 35188, 2018.
- Name to a Face (2007)
- Found Wanting (2008)
- Long Time Coming (2010)
- Blood Count (2011)
- Fault Line (2012) Publié en français sous le titre L'Énigme des Foster, traduction de Claude et Jean Demanuelli , Paris, Sonatine, 2021, réédition, Paris, Le Livre de poche no 36594, 2022.
- Panic Room (2018)
- One False Move... and You're Dead (2019)
- This is the Night They Come For You (2022)  Publié en français sous le titre Les Dernières Pages, traduction de Claude et Jean Demanuelli, Paris, Sonatine, 2023

## Prix et distinctions notables

### Prix
- Prix Edgar-Allan-Poe 2011 de la meilleure parution en livre de poche pour Long Time Coming[1]
- Diamond Dagger Award 2019[2],[3]

### Nominations
- Prix Edgar-Allan-Poe 1999 du meilleur premier roman pour Beyond Recall[1]
- Prix Anthony 2011 de la meilleure parution en livre de poche pour Long Time Coming[4]